# Mădârjești, Iași
Mădârjești este un sat în comuna Bălțați din județul Iași, Moldova, România.

## Așezare geografică
Satul Mădârjesti este situat la 47,20° latitudine nordică - 27,13° longitudine estică în partea de sud-vest a Câmpiei Moldovei, la confluența pârâului Lungani cu Bahlueț. Este mărginit la vest de satul Bălțați și la est de satul Sârca. 

## Populație
- 860 locuitori

## Instituții de învățământ
- Școala generală Mădârjești.

## Obiective turistice
- Biserica de lemn Sf. Grigore Teologul din Mădârjești - monument istoric din secolul al XIX-lea; se află în cimitirul satului